# عمارة نازية

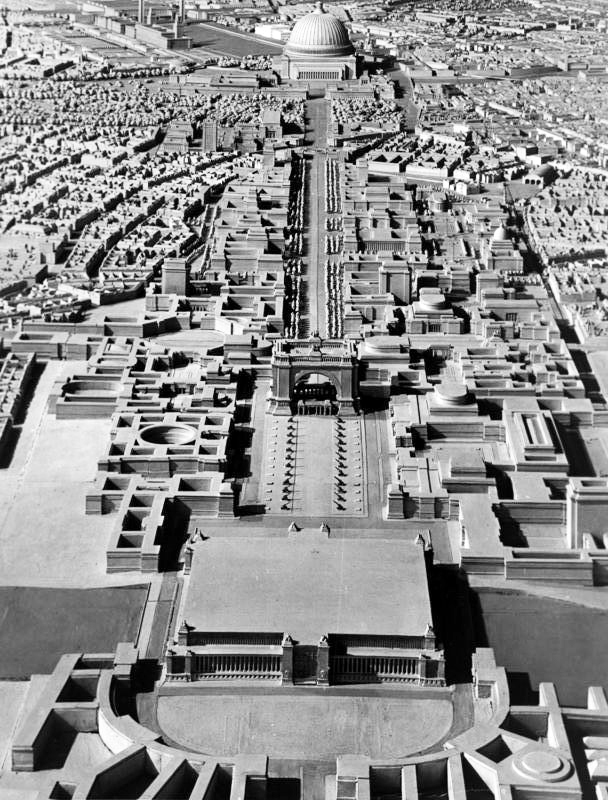
مجسم شامل لإعادة تشكيل مخطط برلين وفقا للنظرة النازية.

العمارة النازية (بالألمانية: Architektur im Nationalsozialismus) هو أسلوب معماري كان متبع في ألمانيا النازية ماقبل الحرب العالمية الثانية، حيث لعبت دورا في خطط الحزب النازي لخلق نهضة ثقافية وروحية في ألمانيا كجزء من الرايخ الثالث. كانت العمارة النازية تندرج تحت المشهد الثقافي الألماني، وهي واحدة من أكثر الاثار التي تعكس الثقافة النازية، وبحسب أدولف هتلر فأن المشهد الثقافي للأمة والعصر يعكس بصورة كبيرة ومباشرة العادات والممارسات، وفكر المجتمع.
كان هتلر معجبا بالامبراطورية الرومانية، وكان يعتقد أن بعض الألمان القدماء، مع مرور الوقت، قد أصبحوا جزءا من نسيجها الاجتماعي والنفوذ الذي تمارسه. واعتبر الرومان إمبراطورية آرية مبكرة، حيث اقتدى بعمارتها في النمط المعماري الألماني المستوحى من العمارة الكلاسيكية الجديدة وعمارة آرت ديكو. كما أمر ببناء مبنى مذبح النصر، المستوحى من عمارة اليونانيين، الذين كانوا وفقا للأيديولوجية النازية، متوافقين مع الشعوب الآرية. في نفس الوقت، وبسبب إعجابه بالثقافات الكلاسيكية القديمة في البحر الأبيض المتوسط، قال انه لا يمكن عزل وتسييس العصور القديمة الألمانية، كما فعل بنيتو موسوليني فيما يتعلق بالعصور القديمة الرومانية. ولذلك كان عليه استيراد الرموز السياسية إلى ألمانيا وتبرير وجودهم على أساس انهم من أصول عرقية زائفة، وأن أسطورة اليونانيين القدماء كانت من بين أسلاف الألمان ومرتبطين بنفس الشعوب الآرية.
رياضيا، كانت لهتلر رغبة بأن يكون مؤسسا للرايخ لألف سنة وفي وئام مع مبنى الكولوسيوم بحيث يرتبطان بالخلود. وكان يتصور أيضا انعقاد جميع الألعاب الأولمبية المقبلة في الأستادات الألمانية. وتوقع أنه بعد الانتصار في الحرب العالمية الثانية، لن يكون للدول الأخرى أي خيار سوى إرسال لاعبيهم لألمانيا في كل مرة تقام بها دورة الألعاب الأولمبية.